# ダイシン電機
ダイシン電機（ダイシンでんき）は、岡山市北区御津野々口にある配電盤の総合メーカーである。

## 概要
- 拠点　本社工場、岡山営業所、姫路営業所、徳島営業所

## 周辺
- 津山線野々口駅
- カバヤ食品
- 岡山市立御津南小学校
- 国道53号